# 13232 Prabhakar
13232 Prabhakar eller 1998 FM54 är en asteroid i huvudbältet som upptäcktes den 20 mars 1998 av LINEAR i Socorro County, New Mexico. Den är uppkallad efter Ashwin Prabhakar.
Asteroiden har en diameter på ungefär 3 kilometer.